# Алекс Олмедо
Алехандро Олмедо Родригес (на испански: Alejandro Olmedo Rodríguez) е перуански тенисист.

## Биография
Алехандро Олмедо Родригес е роден на 24 март 1936 г. в Арекипа, Перу. Въпреки че е роден и израснал в Перу, Олмедо се премества в Южна Калифорния и е наставляван от Пери Т. Джоунс, президент на Тенис асоциацията на Южна Калифорния в Тенис клуба на Лос Анджелис (LATC). Джордж Толи го наема да играе за Университета на Южна Калифорния, където завършва с бизнес степен. Докато е там, той печели шампионата на Националната колегиална атлетическа асоциация (NCAA) на сингъл и на двойки през 1956 г. и 1958 г.
Бракът на Олмедо с Ан Олмедо завършва с развод. Той има син Алехандро младши, две дъщери Ейми и Анджела и четири внука. 
Алекс Олмедо почива на 9 декември 2020 г., на 84-годишна възраст от рак в Лос Анджелис.

## Кариера
Алекс Олмедо е класиран като номер 2 в света през 1959 г. от Ланс Тингай от „Дейли Телеграф“.
Пери Т. Джоунс е капитан на отбора на САЩ за Купа Дейвис през 1958 г. и привлече Олмедо да играе в отбора. Той представлява САЩ за Купа Дейвис през 1958 г. и 1959 г., като печели както на сингъл, така и на двойки, постига три от три точки, необходими за спечелването на Купата през 1958 г. (две на сингъла и една на двойки). Негови съотборници са Хамилтън Ричардсън и Бари Маккей.
Алекс Олмедо печели титлите  на сингъл на австралийското първенство и на Уимбълдън през 1959 г., и е финалист на първенството на САЩ през същата година. 
Алекс Олмедо става професионалист през 1960 г. и същата година печели титлата на Ю Ес Про Тенис Чемпиъншипс, като побеждава Тони Трабърт на финала.
Алекс Олмедо е въведен в Международната зала на славата на тениса през 1987 г.
Той прекарва повече от 40 години като преподава тенис в „Бевърли Хилс Хотел“ в Калифорния. Сред клиентите му са Катрин Хепбърн, Робърт Дювал и Джон Ловиц.

## Кариерна статистика

#### Титли на сингъл отГолям шлем(2)
| година | турнир       | съперник     | резултат                   |
| ------ | ------------ | ------------ | -------------------------- |
| 1959   | ОП Австралия | Нийл Фрейзър | 6 – 1, 6 – 2, 3 – 6, 6 – 3 |
| 1959   | Уимбълдън    | Род Лейвър   | 6 – 4, 6 – 3, 6 – 4        |

#### Финали на сингъл отГолям шлем(6)
| година | турнир | съперник     | резултат                   |
| ------ | ------ | ------------ | -------------------------- |
| 1959   | ОП САЩ | Нийл Фрейзър | 3 – 6, 7 – 5, 2 – 6, 4 – 6 |

#### Титли на двойки отГолям шлем(1)
| година | турнир | партньор           | съперник                 | резултат                   |
| ------ | ------ | ------------------ | ------------------------ | -------------------------- |
| 1958   | ОП САЩ | Хамилтън Ричардсън | Сам Джамалва Бари Маккей | 3 – 6, 6 – 3, 6 – 4, 6 – 4 |

#### Финали на двойки отГолям шлем(1)
| година | турнир | партньор   | съперник                 | резултат                          |
| ------ | ------ | ---------- | ------------------------ | --------------------------------- |
| 1959   | ОП САЩ | Буч Бухолц | Рой Емерсън Нийл Фрейзър | 6 – 3, 3 – 6, 7 – 5, 4 – 6, 5 – 7 |

#### Финали на смесени двойки отГолям шлем(1)
| година | турнир | партньор    | съперник                           | резултат            |
| ------ | ------ | ----------- | ---------------------------------- | ------------------- |
| 1958   | ОП САЩ | Мария Буено | Маргарет Осбърн Дюпон Нийл Фрейзър | 3 – 6, 6 – 3, 7 – 9 |